# Victor Figueira de Freitas
Victor Figueira de Freitas (Lorena, 28 de novembro de 1888 — Belo Horizonte, 1976) foi um engenheiro de transportes, pesquisador e escritor brasileiro.
Victor era filho de Cândido Sizenando de Freitas e de Augusta Figueira de Freitas. Durante a infância, morou na região central da cidade de São Paulo. Estudou no Colégio Militar e no Mosteiro de S. Bento, no Rio de Janeiro. Formou-se em Engenharia em 1916, na Escola Politécnica, RJ. Funcionário da Estrada de Ferro Central do Brasil, vinculada ao Ministério de Viação e Obras Públicas, foi designado para servir em Minas Gerais como engenheiro ferroviário, atuando na implantação de ferrovias. Residiu em Diamantina, Corinto, Curvelo e Belo Horizonte e, como profissional em engenharia da Estrada de Ferro Central do Brasil, viajou por várias cidades do país. Aposentou-se em 1952. 
Como escritor, escreveu obras com registros históricos, como Na Bacia do São Francisco (1960) e Evocações Históricas (1969). Em seu livro Na Bacia do São Francisco, Victor, baseado em farta bibliografia, apresenta o estado da arte sobre o tema à sua época. Com o apoio de mapas, fotos de visitas a campo e dados históricos e econômicos, analisa os maiores problemas daquela bacia hidrográfica (água e transportes) e discute as soluções para estes problemas propostas por técnicos e autoridades, como a transposição das águas do Rio São Francisco. Victor foi membro do Instituto Histórico e Geográfico de Minas Gerais.[carece de fontes?]
Victor casou-se com Edith de Paula Freitas em 12 de Setembro de 1920 e, juntos, tiveram três filhos: Victor de Paula Figueira Freitas (1921-2018), Cássio de Paula Figueira Freitas (1923-2010) e José Carlos de Paula Figueira Freitas (1927-2004). Victor morreu em Belo Horizonte, em 1976, aos 88 anos.[carece de fontes?]